# Le Rapport de Brodie
Pour les articles homonymes, voir Brodie.
Ne doit pas être confondu avec Le Rapport de Brodeck.
Le Rapport de Brodie (en espagnol El informe de Brodie) est un recueil de nouvelles de Jorge Luis Borges publié en 1970.

## Les nouvelles

### L'Intruse
L'histoire de deux frères qui se partagent la même femme, ce qui crée des tensions jusqu'au jour où...

### L'Indigne
L'histoire d'un libraire qui raconte sa jeunesse durant laquelle un délinquant qui l'impressionne énormément et qu'il admire, se lie à lui, lui fait confiance et lui fait part de ses plans...

### Histoire de Rosendo Juárez
L'histoire d'un meurtre racontée du point de vue de l'assassin, extrêmement lâche, de manière elliptique.

### La Rencontre
Sont-ce les hommes qui combattent à travers les armes ou les armes (qui leur survivent) qui combattent à travers eux ? Telle est la question de cette nouvelle...

### Juan Muraña
L'histoire d'une vengeance commise de l'au-delà selon la protagoniste de l'histoire (Juan Muraña étant son mari).

### L'Aïeule
Dans cette nouvelle, Borges rend hommage aux descendants de grandes familles militaires qui ont participé à des révolutions importantes que le peuple oublie facilement...

### Le Duel
Un duel entre deux femmes du monde qui ne vivent que l'une par l'autre : Marta Pizarro et Clara Glencairn.

### L'Autre duel
Un duel entre Manuel Cardoso et Carmen Silveira qui se finira de façon pathétique.

### L'Évangile selon Marc
Un Européen vit chez des indigènes et rien ne semble les intéresser de sa culture, hormis la lecture de l'évangile selon Saint-Marc dont ils s'émeuvent énormément. Bien mal lui en a pris !

### Le rapport de Brodie
Brodie est une sorte d'ethnologue en phase d'ethnographie, rendant compte des mœurs du peuple imaginaire des Yahoos. Franchement comique à certains moments, bien dramatique et terrifiante à d'autres, cette nouvelle donne son nom au recueil.

## Publications
- El informe de Brodie, Buenos Aires, Emecé Editores, 1970
- Le Rapport de Brodie, traduit par Françoise-Marie Rosset, Paris, Gallimard 1972.